# Маклафлин, Джеффри
Джеффри Дин «Джефф» Маклафлин (англ. Jeffrey Dean "Jeff" McLaughlin; род. 31 октября 1965, Саммит, Нью-Джерси) — американский гребец, выступавший за сборную США по академической гребле в период 1987—1992 годов. Бронзовый призёр летних Олимпийских игр в Сеуле, серебряный призёр Олимпийских игр в Барселоне, чемпион мира, победитель и призёр многих регат национального значения.

## Биография
Джеффри Маклафлин родился 31 октября 1965 года в городе Саммит, штат Нью-Джерси.
Занимался академической греблей во время учёбы по специальности инженера в Северо-Восточном университете, который окончил в 1989 году. Позже проходил подготовку в спортивном клубе «Пенн» в Филадельфии.
Первого серьёзного успеха в гребле на международном уровне добился в сезоне 1987 года, когда вошёл в основной состав американской национальной сборной и побывал на чемпионате мира в Копенгагене, откуда привёз награду золотого достоинства, выигранную в зачёте распашных рулевых восьмёрок.
Благодаря череде удачных выступлений удостоился права защищать честь страны на летних Олимпийских играх 1988 года в Сеуле. В составе экипажа-восьмёрки в финале пришёл к финишу третьим позади команд из Западной Германии и Советского Союза — тем самым завоевал бронзовую олимпийскую награду.
После сеульской Олимпиады Маклафлин остался в составе гребной команды США на ещё один олимпийский цикл и продолжил принимать участие в крупнейших международных регатах. Так, в 1990 году в безрульных четвёрках он выступил на мировом первенстве в Тасмании — сумел квалифицироваться здесь лишь в утешительный финал B и расположился в итоговом протоколе соревнований на девятой строке.
В 1991 году в безрульных четвёрках выиграл серебряную медаль на чемпионате мира в Вене.
Находясь в числе лидеров американской национальной сборной, благополучно прошёл отбор на Олимпийские игры 1992 года в Барселоне. На сей раз в безрульных четвёрках финишировал в финале вторым, уступив экипажу из Австралии — таким образом добавил в послужной список серебряную олимпийскую награду.
Завершив спортивную карьеру, в 1998 году Джеффри Маклафлин получил степень магистра делового администрирования в Сиэтлском университете и затем работал на руководящих должностях в нескольких крупных компаниях, в том числе занимал должность старшего вице-президента и главы управления по видам продукции в TD Bank Group.